# Die Wahrheit (Prag)
Die Wahrheit war eine deutschsprachige jüdische Wochenzeitung, die 1871 und 1872 in Prag in der Habsburgermonarchie erschienen ist. Das anfangs von "Silber und Schenk", später von Hermann Steiner herausgegebene Blatt bot Nachrichten zum Leben jüdischer Gemeinden im deutschsprachigen Raum, zu aktuellen Debatten, Texte zur jüdischen Kultur und Geschichte, Korrespondenzen sowie ein Feuilleton. Als Beiträger konnten u. a. die beiden bekannten Schriftsteller Leopold Kompert und Michael Klapp gewonnen werden. Die Zeitung nahm Positionen des liberalen Judentums gegen die "Hyperorthodoxie" ein und bewies einen ausgeprägten Verfassungspatriotismus gegenüber der österreichisch-ungarischen Verfassung von 1867, welche die Gleichheit aller Bürger und somit auch der Juden gegenüber den Angehörigen der anderen Religionsbekenntnisse garantierte. Ein besonderer Schwerpunkt lag auf bildungspolitischen Themen, da Bildung als Grundlage für die langfristige Gleichstellung angesehen wurde. Das Erscheinen der Zeitung musste Ende 1871, nachdem der Seitenumfang bereits halbiert worden war, aus kommerziellen Gründen eingestellt werden.